# Умбрарешти (Таргу Бужор)
Умбрарешти (рум. Umbrărești) насеље је у Румунији у округу Галац у општини Таргу Бужор. Oпштина се налази на надморској висини од 33 m.

## Становништво
Према подацима из 2011. године у насељу је живело 1206 становника.